# Port-Salut (gemeente)
Port-Salut (Haïtiaans-Creools: Pòsali) is een stad en gemeente in Haïti met 19.000 inwoners. De plaats ligt aan de zuidkust van het schiereiland Tiburon, 23 km ten zuidwesten van de stad Les Cayes. Het is de hoofdplaats van het gelijknamige arrondissement in het departement Sud.
Er worden manden gemaakt. Ook is er een vissershaven.

## Geboren in Port-Salut
- Jean-Bertrand Aristide (1953), president van Haïti (1991,1993-1994,1994-1996, 2001-2004)

## Indeling
De gemeente bestaat uit de volgende sections communales:

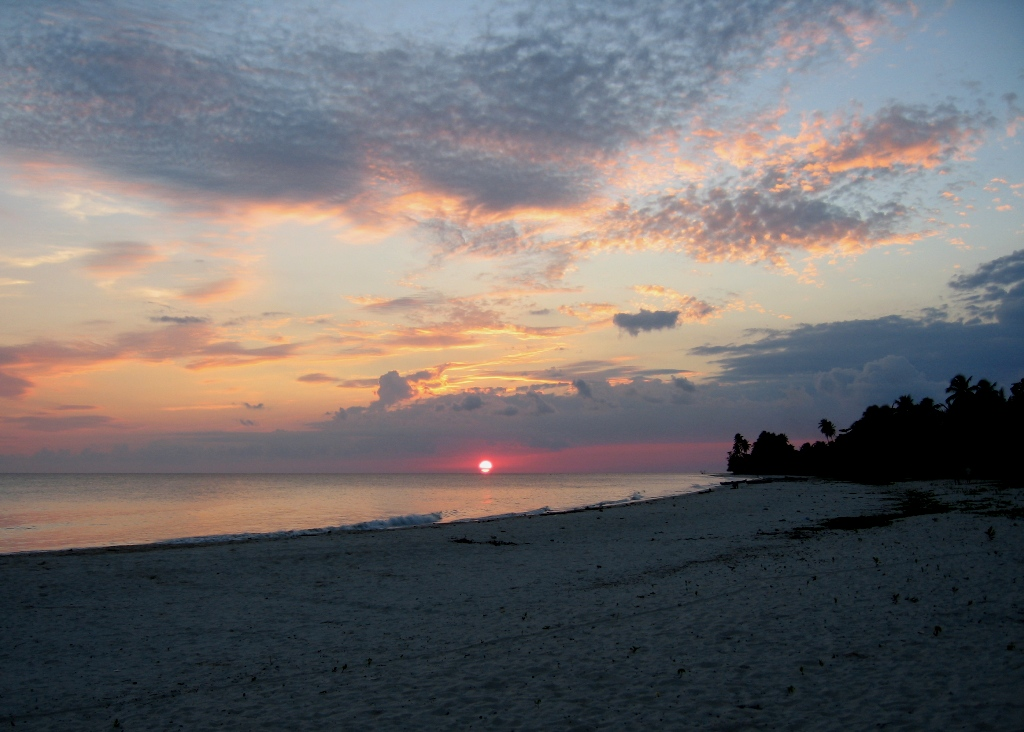
Strand bij Port-Salut

| Nr. | Naam    | Km²   | Inw.2015 |
| --- | ------- | ----- | -------- |
| 1   | Barbois | 34,49 | 13.130   |
| 2   | Dumont  | 14,30 | 5.968    |